# Elrio van Heerden
Elrio van Heerden (ur. 11 lipca 1983 w Port Elizabeth) – południowoafrykański piłkarz grający na pozycji ofensywnego pomocnika. Posiada także obywatelstwo holenderskie.

## Kariera klubowa
Van Heerden zaczął grać w piłkę w zespole Uniwersytetu Port Elizabeth i tam też występował w lidze uniwersyteckiej. W 2002 roku wyjechał do Danii i został zawodnikiem FC København. W 2003 roku został członkiem kadry pierwszej drużyny, a 23 maja zadebiutował w lidze duńskiej w spotkaniu z Aalborgiem. W 90. minucie tego spotkania zdobył gola na 1:1, ratując stołecznemu zespołowi remis. Dzięki tej bramce FC København zapewniła sobie mistrzostwo Danii kończąc sezon 1 punkt przed Brøndby IF. W sezonie 2004/2005 van Heerden zaliczył 6 ligowych spotkań i wywalczył wicemistrzostwo kraju, a w rundzie jesiennej sezonu 2005/2006 grał już w pierwszej jedenastce „Byens Hold”. Dzięki zdobytym 4 golom w Lidze miał udział w mistrzostwie Danii.
W styczniu 2006 za 1,6 miliona euro van Heerden przeszedł do belgijskiego Club Brugge. W 2006 roku zajął 3. miejsce w lidze, a w 2007 roku zdobył Puchar Belgii. 2 czerwca 2009 roku został zawodnikiem Blackburn Rovers, zaś rok później trafił do Sivassporu. W 2010 roku wrócił do Belgii i został piłkarzem KVC Westerlo.
| Sezon   | Klub             | Kraj   | Rozgrywki      | Mecze | Bramki |
| ------- | ---------------- | ------ | -------------- | ----- | ------ |
| 2002/03 | FC København     | Dania  | Superligaen    | 0     | 0      |
| 2003/04 | FC København     | Dania  | Superligaen    | 1     | 1      |
| 2004/05 | FC København     | Dania  | Superligaen    | 6     | 0      |
| 2005/06 | FC København     | Dania  | Superligaen    | 19    | 4      |
| 2005/06 | Club Brugge      | Belgia | Eerste Klasse  | 10    | 0      |
| 2006/07 | Club Brugge      | Belgia | Eerste Klasse  | 22    | 1      |
| 2007/08 | Club Brugge      | Belgia | Eerste Klasse  | 8     | 0      |
| 2008/09 | Club Brugge      | Belgia | Eerste Klasse  | 17    | 0      |
| 2009/10 | Blackburn Rovers | Anglia | Premier League | 0     | 0      |
| 2009/10 | Sivasspor        | Turcja | Süper Lig      | 6     | 0      |
| 2010/11 | KVC Westerlo     | Belgia | Eerste Klasse  | 20    | 0      |

## Kariera reprezentacyjna
W reprezentacji RPA van Heerden zadebiutował 5 czerwca 2004 roku w wygranym 2:1 spotkaniu z Republiką Zielonego Przylądka rozegranym w ramach eliminacji do PNA 2006. W 2006 roku znalazł się kadrze „Bafana Bafana” na ten turniej, jednak RPA nie zdobyło gola i zajęło ostatnie miejsce w grupie. W Pucharze Narodów Afryki 2008 van Heerden zdobył 2 gole: w zremisowanych po 1:1 spotkaniach z Angolą i Senegalem.